# Jennie Abrahamson

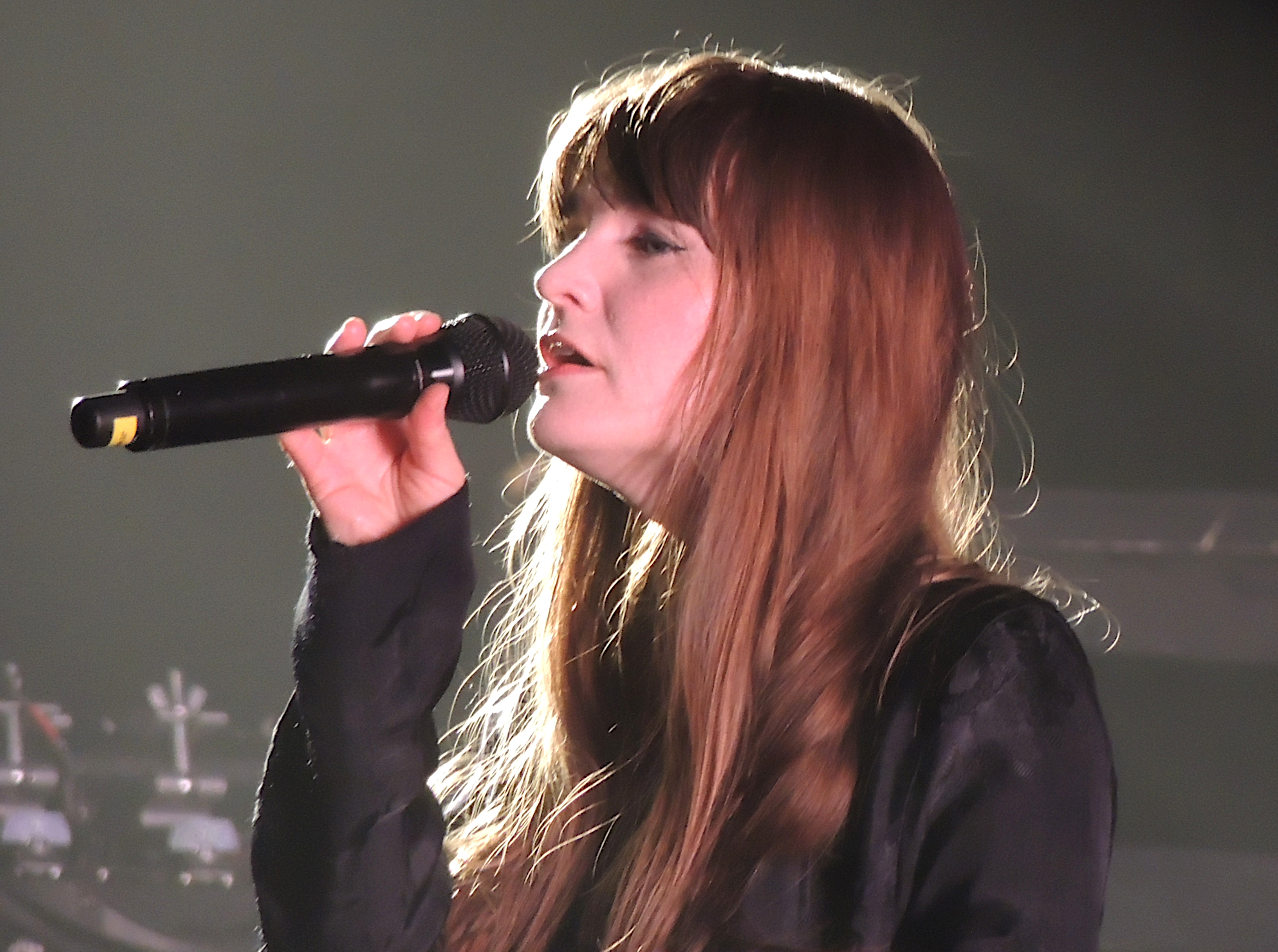
Jennie Abrahamson 2014 bei dem Lied Don’t Give Up

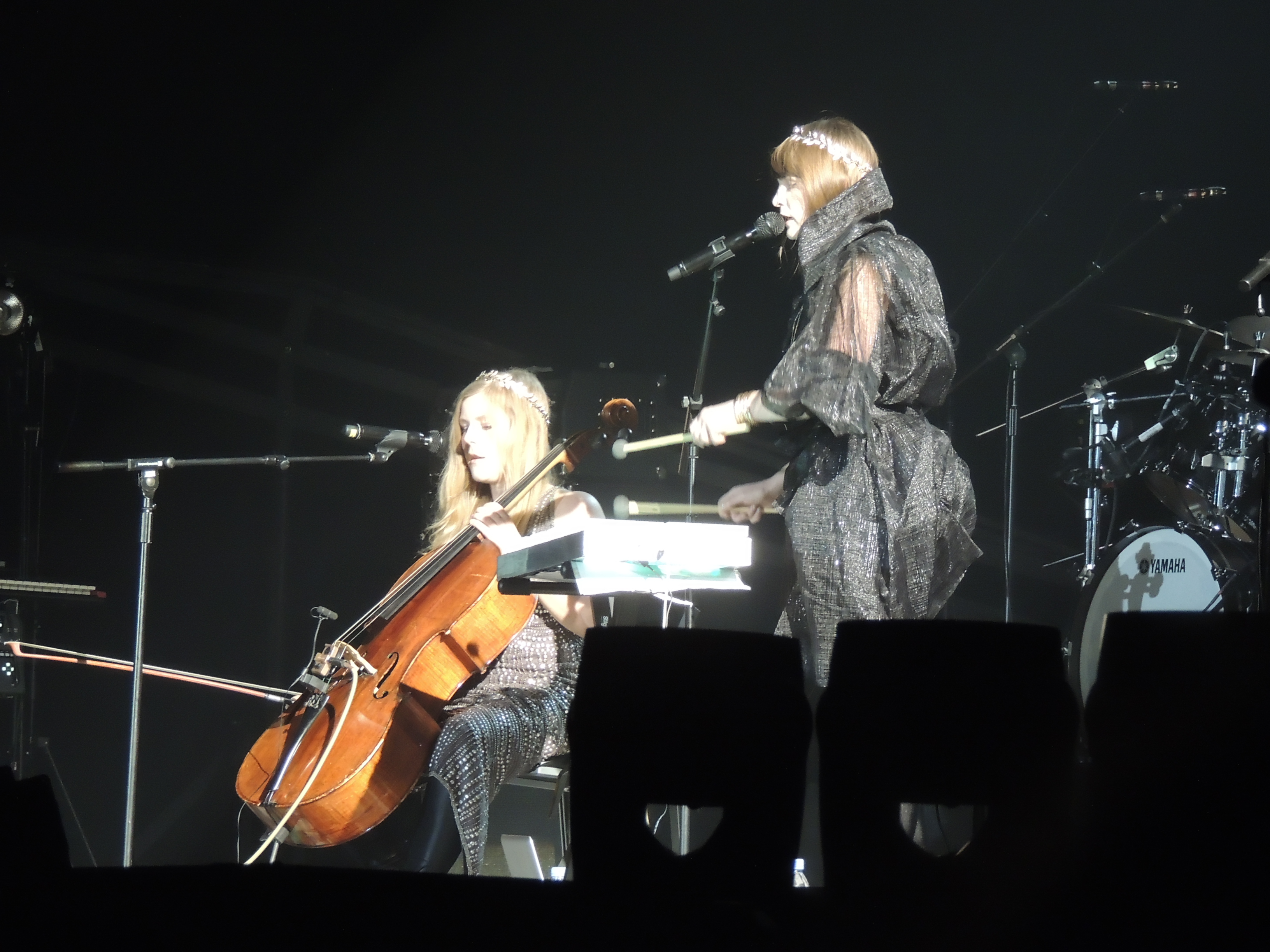
Jennie Abrahamson mit Linnea Olsson (links) als Vorgruppe bei der Back to Front Tour von Peter Gabriel am 29. April 2014 in der Festhalle in Frankfurt

Jennie Helena Abrahamson (* 28. Mai 1977 in Sävar) ist eine schwedische Pop-Sängerin und Songschreiberin. Geboren in der Nähe der nordschwedischen Stadt Umeå, lebt sie heute im Stockholmer Stadtteil Södermalm.

## Karriere

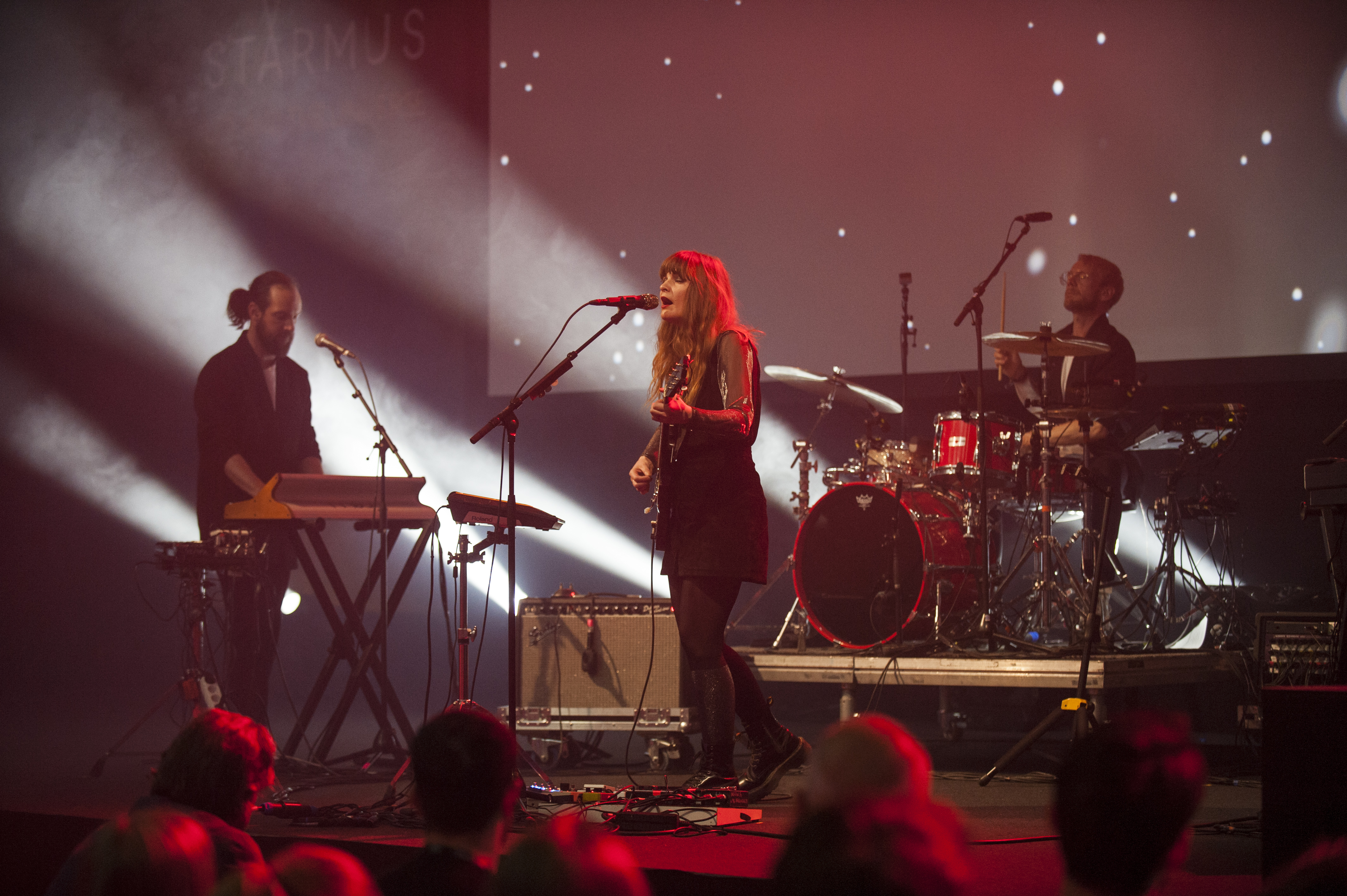
Jennie Abrahamson mit Band in Trondheim, Norwegen 2017

Nachdem sie zunächst in verschiedenen Bands gespielt und mit wechselnden anderen Künstlern zusammengearbeitet hatte, startete sie 2006 in Schweden eine Solokarriere. Unterstützt von ihren Freunden Friska Viljor und Ane Brun gründete Abrahamson 2007 ihr eigenes Plattenlabel.
Zusammen mit ihrem langjährigen Partner Johannes Berglund betreibt sie außerdem ein Tonstudio in Stockholm.
Den Widrigkeiten des Musikbusiness steht sie oftmals kritisch gegenüber. Sie studierte ursprünglich Psychologie und überlegte wieder in dieses Gebiet zurückzukehren als sie die Anfrage erhielt mit Peter Gabriel auf Tour zu gehen.
Mit Peter Gabriel tourte sie auf seiner Back To Front Tour 2012 bis 2014 zusammen mit Linnea Olsson. Beide ersetzten die erkrankte Ane Brun mit ihrer Band als Vorprogramm. Linnea Olsson ersetzte Ane Brun als Backgroundsängerin, zusammen mit Jennie Abrahamson, bei den Konzerten in Nordamerika und Europa mit dem dazugehörigen Live-Album Back to Front: Live in London.

“I was 9 when the SO album came out, and reading my written pages between the ages of 9-14, my favourite artist was: Peter Gabriel. My favourite song: Don’t Give Up, Red Rain, That voice again. What I dreamt of becoming: a singer, musician and artist. Had I known!!!!! I guess you all can see where I’m going with this. The conclusion being: life is truly surprising sometimes.”

„Ich war 9 Jahre alt, als das SO-Album herauskam, und wenn ich meine geschriebenen Seiten im Alter von 9-14 Jahren lese, war mein Lieblingskünstler: Peter Gabriel. Mein Lieblingssong: Don’t Give Up, Red Rain, That voice again. Was ich werden wollte: Sänger, Musiker und Künstler. Hätte ich gewusst!!!!! Ich denke, ihr könnt alle sehen, worauf ich hinaus will. Die Schlussfolgerung ist: Das Leben ist manchmal wirklich überraschend.“

Während dieser Tour übernahm sie auch die Gesangsparts von Kate Bush bei den Liedern No Self Control und Don’t Give Up. Sie war 2023 in einer wiederverwendeten Aufnahme, die während des Soundchecks in dem Rexall Place in Edmonton, Kanada während der Rock Paper Scissors Tour von 2016 entstanden ist, bei dem Lied Love Can Heal auf Peter Gabriels Album i/o im Begleitgesang zu hören.

## Diskografie
Seit 2006 hat Abrahamson sechs Soloalben eingespielt, aus denen einige Single-Auskopplungen in Schweden, Deutschland und Frankreich erfolgreich waren.

### Studioalben
- Lights (2007)
- While the Sun’s Still Up and the Sky Is Bright (2009)
- The Sound of Your Beating Heart (2011)
- Gemini Gemini (2014)
- Reverseries (2017)
- Kärlek & Makt (2023)

### Single-Auskopplungen
- Late Night Show (aus While the Sun’s Still Up and the Sky Is Bright) (2009)
- Hard to Come By (aus The Sound of Your Beating Heart) (2011)
- Wolf Hour (aus The Sound of Your Beating Heart) (2011)
- The War (2014)
- Wolf (2015)
- Bloodlines (2016)
- Safe Tonight (2017)
- Anyone Who (2017)
- My Favorite Things (2018)
- Kropp och Liv
- Du kommer aldrig (2022)
- Om du vill gå (2023)